# Emilio Estevez
Emilio Estevez, född 12 maj 1962 på Staten Island i New York, är en amerikansk skådespelare, regissör och manusförfattare.

## Biografi
Emilio Estevez föddes 1962 på Staten Island i New York som det första av Martin Sheens fyra skådespelande barn, och han är därigenom bror till Charlie Sheen. Till skillnad från brodern valde Emilio Estevez redan från början av sin karriär att inte använda sig av faderns artistnamn Sheen, utan använde sig av sitt riktiga efternamn Estevez för att inte rida på den status som namnet innebar. 
När han var barn flyttade familjen till Malibu utanför Los Angeles, och han kom huvudsakligen att växa upp där. 
Under 1980-talet räknades han in i det så kallade Brat Pack (som var en ordlek med 1960-talets Rat Pack som bestod av bland andra Frank Sinatra och Dean Martin). The Brat Pack bestod utöver Estevez av Judd Nelson, Mare Winningham, Anthony Michael Hall, Demi Moore, Rob Lowe, Molly Ringwald, Ally Sheedy och Andrew McCarthy. 
Estevez var under en period gift med Paula Abdul och förlovad med Demi Moore.

## Skådespelaren Emilio Estevez
1980 gjorde den unge Estevez för första gången entré i den blomstrande amerikanska ungdomskulturen. Detta i TV-produktionen Seventeen Going Nowhere. Efter det följde ytterligare ett antal roller i diverse TV-serier och TV-filmer. Han medverkade 1982 i kultfilmen Tex och 1983 i Francis Ford Coppolas Outsiders, i vilken han medverkade vid sidan av andra unga stjärnskott så som Tom Cruise och Matt Dillon. 
Den roll han kanske är mest känd för var den han gjorde som den till det yttre hårde, men till det inre mycket mjuke brottaren Andy i John Hughes succé Breakfast Club från 1985. Efter det följde bland annat rollen som Billy the Kid i western- och Brat Pack-succéerna Young Guns och Young Guns II, i vilka han spelade mot bland andra Charlie Sheen, Lou Diamond Phillips och Kiefer Sutherland. 
På 1990-talet medverkade han bland annat i de omåttligt populära Disney-filmerna om hockeylaget Mighty Ducks som den garvade coachen Gordon Bombay, som Mel Gibson-parodin Jack Colt i Laddat Vapen och i en cameo i Brian De Palmas Mission: Impossible från 1996. 

## Regissören och författaren Emilio Estevez
Mer än för sitt skådespelande har Estevez även gjort sig ett namn som duktig regissör och manusförfattare. Hans första försök bakom kameran gjorde han 1986 med dramat Egen lag som blev en blygsam framgång. 1990 gjorde han ytterligare ett med kultfilmen Sopåkarna i vilken han och hans yngre bror Charlie Sheen spelade tillsammans som sopgubbar som av en slump kommer en mordkomplott på spåren. De två skulle också komma att spela mot varandra i Estevez TV-drama Rated X från 2000.
Efter år 2000 blev det dock tyst från Estevez. Han regisserade ett antal avsnitt bland andra populära TV-serier så som Close to Home och CSI NY, men det var vid sidan av detta som hans största produktion någonsin började ta form. Det skulle ta honom sju år och kosta honom åtskilliga miljoner US-dollar men 2006 hade hans stjärnspäckade drama Bobby premiär på filmfestivalen i Venedig och fick där stående ovationer i fantastiska sju minuter. Estevez skrev manuset, regisserade och medverkade som skådespelare vid sidan av bland andra Anthony Hopkins, Martin Sheen och Sharon Stone i detta ett drama om dagen då Robert Kennedy mördades - en händelse som han minns mycket väl genom sin, i Demokraterna aktive, fars reaktion då det inträffade 1968.

## Filmografi
- 1983 – Outsiders - Keith Matthews
- 1984 – Repo Man - Otto Maddox
- 1985 – Breakfast Club - Andy
- 1985 – St. Elmo's Fire - Kirby Keger
- 1987 – Spanarna - Bill Reimers
- 1988 – Young Guns - Billy the Kid
- 1989 – Nightbreaker
- 1990 – Young Guns II - Billy the Kid
- 1990 – Men at work - Sopåkarna
- 1992 – Mästarna - Gordon Bombay
- 1992 – The Mighty Ducks - Gordon Bombay
- 1993 – Laddat vapen - Jack Colt
- 1993 – Spanarna 2 - Bill Reimers
- 1993 – Judgment Night - Frank Wyatt
- 1994 – D2: The Mighty Ducks - Gordon Bombay
- 1996 – Mission: Impossible - Jack Harmon
- 1996 – D3: The Mighty Ducks - Gordon Bombay
- 2000 – Rated X - Jim Mitchell
- 2006 – Bobby - Tim Fallon
- 2010 – The way - Daniel
- 2018 – The Public - Stuart Goodson
- 2021 – The Mighty Ducks: Game Changers (TV-serie)

### Regi
- 1986 – Egen lag
- 1990 – Sopåkarna
- 1996 – The War at Home
- 2000 – Rated X
- 2006 – Bobby
- 2010 – The way
- 2018 – The Public

### Manusförfattare
- 1986 – Egen lag
- 1990 – Sopåkarna
- 1996 – The War at Home
- 2000 – Rated X
- 2006 – Bobby
- 2010 – The way
- 2018 – The Public